# Ursula Trumpf
Ursula „Ulla“ Trumpf (vorm. Künzel, geb. Wittmann, * 22. Februar 1944 in Asselfingen, Württemberg; † 2. November 2020 in Bargau, Baden-Württemberg) war eine deutsche Leichtathletin, die sich auf den Weitsprung spezialisiert hatte.

## Berufsweg
Trumpf war gelernte Kontoristin, hatte eine erste Arbeitsstelle als Versandleiterin, und machte später eine Ausbildung zur Sport- und Musiklehrerin.

## Sportliche Karriere
Bereits 1960 und 1962 wurde Trumpf Vizemeisterin bei den Deutschen Jugendmeisterschaften.
1963 siegte sie bei den Deutschen Juniorenmeisterschaften mit 5,82 m und stellte damit auch württembergischen Jugendrekord auf.
1965 wurde Trumpf erneut Deutsche Juniorenmeisterin und holte sich als Außenseiterin mit 6,36 m den Titel bei den Deutschen Meisterschaften in Duisburg, indem sie die mehrjährige Deutsche Meisterin Helga Hoffmann bezwang.
1966 nahm sie an den Europameisterschaften in Budapest teil und schied mit einem 14. Platz in der Qualifikation aus.
1967 wurde Trumpf Hallenvizemeisterin hinter Heide Rosendahl und holte Bronze bei den Deutschen Meisterschaften in Hannover.
1968 verpasste sie wegen einer Verletzung, die sie sich beim Internationalen Stadionfest Berlin (ISTAF) zugezogen hatte, die Olympischen Spiele in Mexiko.
Nach dem Abschluss ihrer Leistungssportkarriere gewann Trumpf vier Deutsche Senioren-Meisterschaften, zahlreiche württembergische Titel und startete mehrfach bei Senioren-Länderkämpfen des Württembergischen Leichtathletikverbandes.

## Vereinszugehörigkeiten
Trumpf startete zunächst für den SV Asselfingen und wechselte dann zur TSG Ulm 46. Nach ihrem Umzug nach Bargau schloss sie sich dem TV Bargau in der LG Staufen an und betreute von 1977 bis zum Jahre 1992 dessen Leichtathletiknachwuchs.

## Ehrungen
- Für ihre Nachwuchsarbeit vom Württembergischen Leichtathletik-Verband (WLV) mit der Ehrennadel in Gold ausgezeichnet.